# Autorizovaná osoba
Autorizovaná osoba je fyzická či právnická osoba, která je oprávněná k výkonu určitých činností.

## Autorizovaná osoba ve stavebnictví
Autorizovaná osoba ve stavebnictví dle zákona č. 360/1992 Sb. může být pouze fyzická osoba. Autorizaci udělují
- Česká komora architektů (ČKA)
- Česká komora autorizovaných inženýrů a techniků činných ve výstavbě (ČKAIT)

## Autorizovaná osoba ve zkušebnictví
Autorizované osoby zajišťují v rozsahu vymezeném v rozhodnutí o autorizaci činnosti při posuzování shody výrobků s požadavky technických předpisů. Autorizovanou osobou může být pouze právnická osoba. Autorizující orgán (Úřad pro technickou normalizaci, metrologii a státní zkušebnictví) vydá rozhodnutí o autorizaci žadateli, pokud žadatel o autorizaci splňuje všechny podmínky k řádnému zajištění činnosti při posuzování shody stanovené příslušným nařízením vlády. Pokud nařízení vlády tyto podmínky nestanoví, může Úřad vydat rozhodnutí o autorizaci, splňuje-li žadatel o autorizaci nezbytné podmínky podle ustanovení § 11 odst. 2 písm. a) až f) zákona č. 22/1997 Sb. Archivováno 30. 5. 2020 na Wayback Machine., o technických požadavcích na výrobky a o změně a doplnění některých zákonů, ve znění pozdějších předpisů.

### Podmínky autorizace, jejich konkretizace
- odborná úroveň ve vztahu k procesu posuzování shody:
  - dokonalá znalost příslušného nařízení vlády a technických požadavků
  - na stanovené výrobky, včetně příslušných technických specifikací, tj. zejména harmonizovaných českých technických norem, zahraničních technických norem přejímajících v členských státech EU harmonizované evropské normy a určených norem,
  - na postupy posuzování shody,
  - znalost stavu vědeckých a technických poznatků známých v době uvedení výrobků na trh,
  - sledování vývoje v evropské normalizaci a aktivní zapojení do tohoto procesu,
  - všestranná způsobilost ke zkoušení a dalším postupům posuzování shody podle příslušného nařízení vlády či jiného technického předpisu v rozsahu uvedeném v žádosti o autorizaci

- neexistence finančních nebo jiných zájmů, které by mohly ovlivnit výsledky činnosti autorizované osoby (nestrannost při provádění zkoušek, přípravě zpráv, vydávání certifikátů a provádění ověřování/dohledu, nezávislost na všech subjektech přímo nebo nepřímo zainteresovaných na předmětných výrobcích),

- vybavení vlastními zařízeními k technickým a administrativním úkonům a dostupnost zařízení pro speciální posuzování (vlastnictví nezbytných prostředků, vybavení nebo zařízení, umožňujících řádně provádět technické a administrativní úkony spojené s posuzováním shody, a popřípadě přístup k zařízení potřebnému pro speciální posuzování)

- existence nezbytného počtu zaměstnanců s odborným výcvikem, znalostmi a schopnostmi, tj. potřebné personální vybavení

- existence závazku zaměstnanců k mlčenlivosti o skutečnostech, o nichž se dozvídají při činnosti autorizované osoby,

- existence závazku uzavřít v rozsahu udělené autorizace smlouvu o provedení úkonů podle stanoveného postupu posuzování shody, tj. závazek vůči Úřadu, že autorizovaná osoba v rozsahu udělené autorizace prokazatelně navrhne uzavření smlouvy o provádění úkonů podle stanoveného postupu posuzování shody v souladu s obchodním zákoníkem (zákon č. 513/1991 Sb., ve znění pozdějších předpisů) každému výrobci, jeho zplnomocněnému zástupci, popř. dovozci, který se na autorizovanou osobu obrátí a předloží žádost o posouzení shody se všemi náležitostmi podle příslušného nařízení vlády

- pojištění odpovědnosti za škodu